# Tak Takū
Tak Takū är en ort i Iran.   Den ligger i provinsen Khuzestan, i den centrala delen av landet, 500 km sydväst om huvudstaden Teheran. Tak Takū ligger 74 meter över havet och antalet invånare är 677.
Terrängen runt Tak Takū är huvudsakligen platt, men norrut är den kuperad. Runt Tak Takū är det ganska tätbefolkat, med 80 invånare per kvadratkilometer. Närmaste större samhälle är Shūshtar, 5,2 km nordväst om Tak Takū. Omgivningarna runt Tak Takū är i huvudsak ett öppet busklandskap.